# Air Kering I
Air Kering I is een bestuurslaag in het regentschap Kaur van de provincie Bengkulu, Indonesië. Air Kering I telt 170 inwoners (volkstelling 2010).